# Bìa cứng

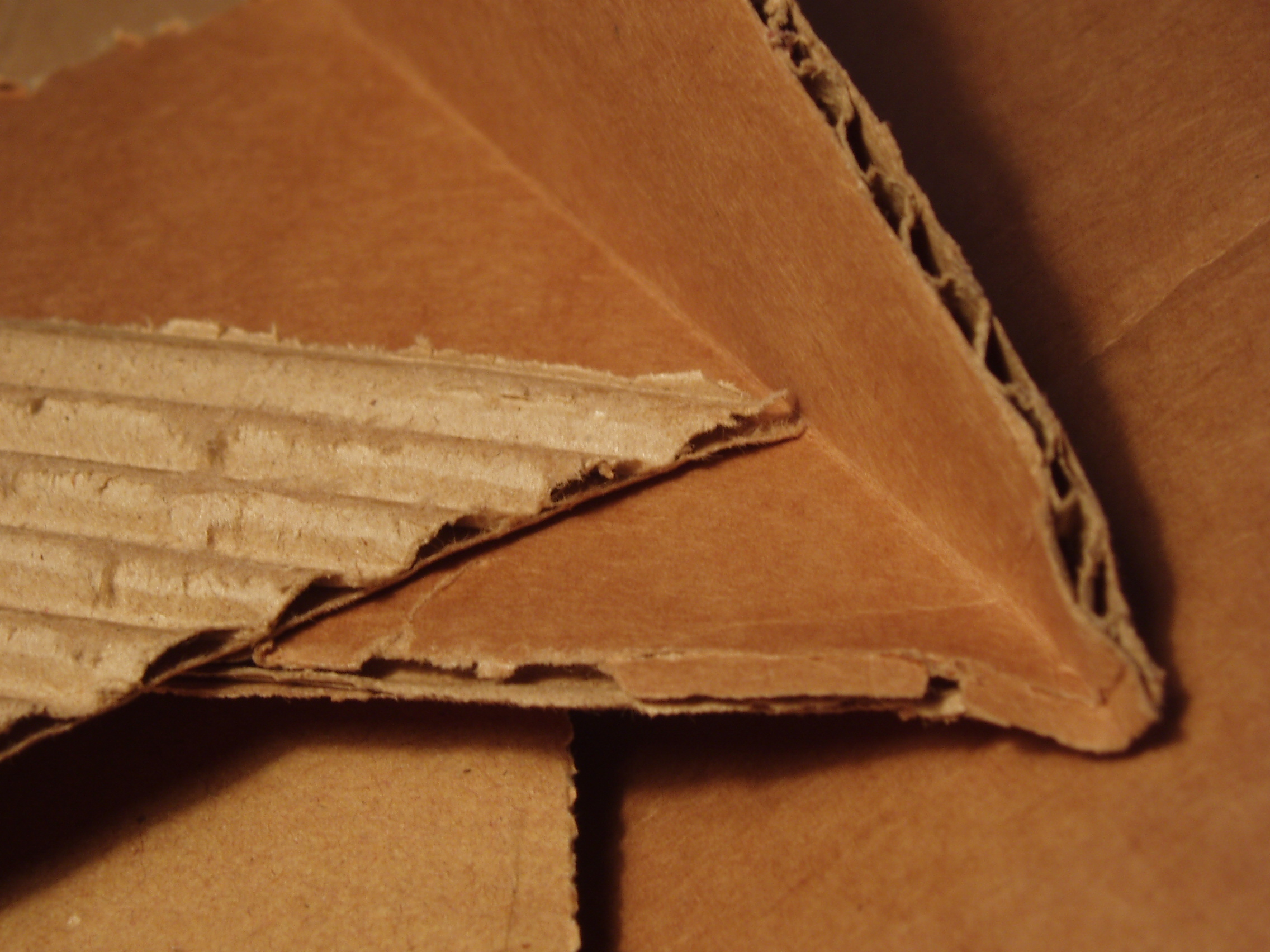
Bìa cứng gợn sóng

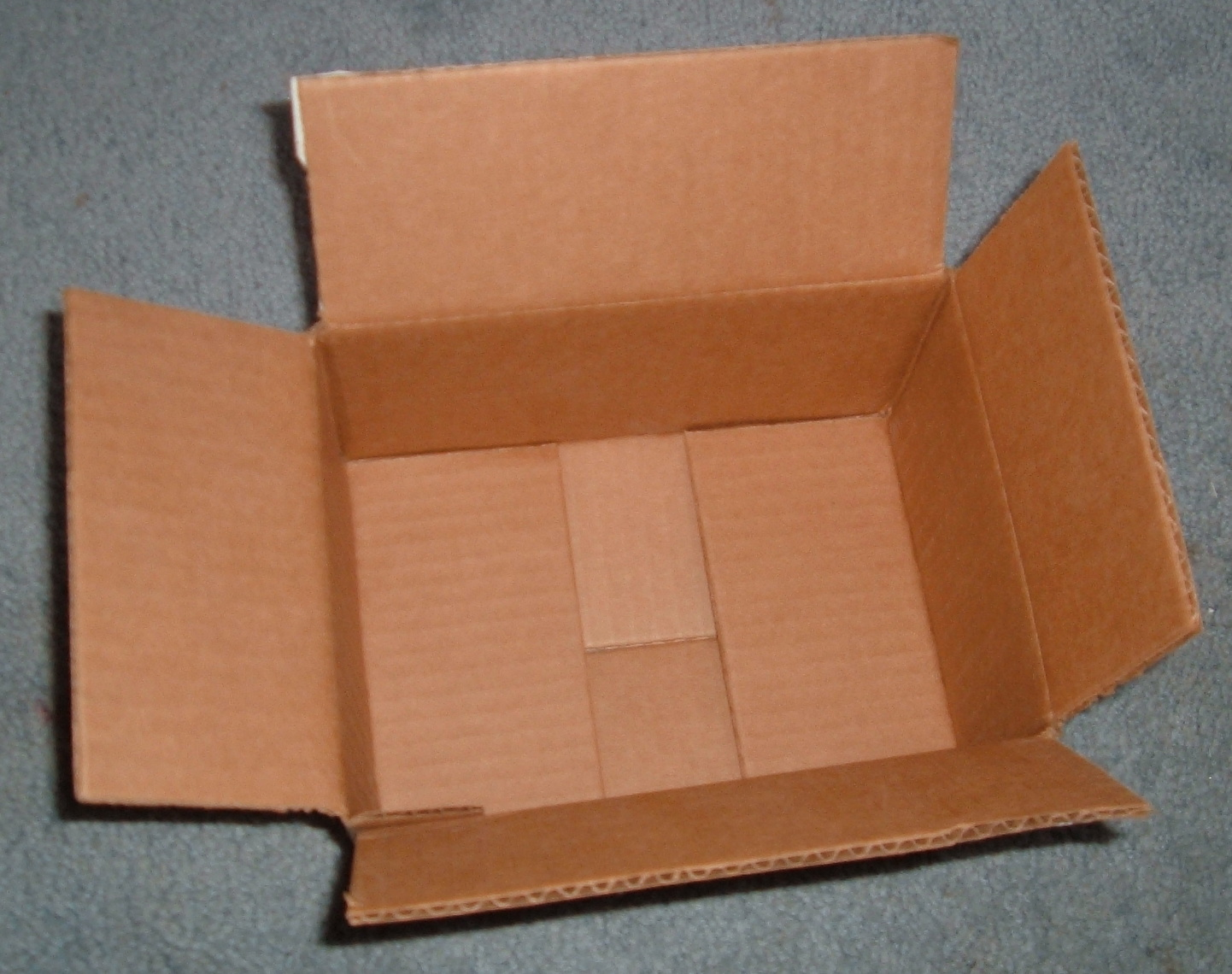
Một hộp giấy bìa cứng

Bìa cứng, còn gọi là cạc tông (bắt nguồn từ từ tiếng Pháp carton /kaʁtɔ̃/) hay giấy bồi là một thuật ngữ chung để chỉ một loại giấy nặng với độ dày và cứng  khác nhau, từ một sự sắp xếp đơn giản của một tấm  giấy cứng duy nhất đến cấu hình phức tạp gồm nhiều lớp, có thể có nếp hay gợn sóng.
Thường là các-tông làm bằng bột giấy, bột giấy cơ học và giấy cũ, cùng với những thứ khác, trong kỹ thuật in và trong ngành công nghiệp bao bì để bảo vệ hàng hóa đóng gói, trong nghệ thuật đồ họa và thủ công mỹ nghệ làm nguyên liệu nghệ thuật và như một bề mặt thiết kế.
Mặc dù từ các-tông được sử dụng lan rộng nói chung thuật ngữ này thường ít dùng trong các ngành kinh doanh và công nghiệp. Các ngành sản xuất vật liệu, các nhà sản xuất container, kỹ sư đóng gói, và các tổ chức định tiêu chuẩn, đã cố gắng sử dụng những thuật ngữ cụ thể hơn, thường là thuật ngữ "các-tông""giấy bồi" được tránh, bởi vì khái niệm mơ hồ và nó không xác định bất kỳ nguyên vật liệu đặc biệt. Tùy theo vật liệu và cấu tạo bề mặt, các tông khi đó được xác định bằng những thuật ngữ chính xác hơn.

## Tiếp thị
Nếu doanh số bán hàng nhanh chóng được dự đoán, một phiên bản bìa cứng của một cuốn sách thường được phát hành đầu tiên, tiếp theo là một phiên bản bìa mềm "thương mại" (cùng định dạng với bìa cứng) vào năm tới. Một số nhà xuất bản xuất bản bản bìa mềm nếu doanh số bìa cứng chậm được dự đoán. Đối với những cuốn sách rất phổ biến, các chu kỳ bán hàng này có thể được mở rộng, và tiếp theo là một loại phiên bản bìa mềm thị trường đại chúng với kích thước nhỏ gọn hơn và được in trên giấy mỏng hơn, ít cứng hơn. Điều này nhằm mục đích, một phần, kéo dài tuổi thọ của sự bùng nổ mua ngay lập tức xảy ra đối với một số người bán chạy nhất: Sau khi sự chú ý đến cuốn sách đã lắng xuống, một phiên bản chi phí thấp hơn trong bìa mềm, được phát hành để bán thêm các bản sao. Trong quá khứ, việc phát hành một phiên bản bìa mềm là một năm sau bìa cứng, nhưng vào đầu thế kỷ 21 bìa mềm đã được phát hành sáu tháng sau khi bìa cứng của một số nhà xuất bản .  Rất bất thường khi một cuốn sách được xuất bản lần đầu tiên trên bìa mềm được theo sau bởi một bìa cứng. Một ví dụ là cuốn tiểu thuyết  The Judgment of Paris của  Gore Vidal,có phiên bản sửa đổi năm 1961 lần đầu tiên được xuất bản trong bìa mềm,và sau đó trong bìa cứng 
.

## Giá cả
Sách bìa cứng thường được bán với giá cao hơn so với bìa mềm tương đương. Sách cho công chúng thường được in bằng bìa cứng chỉ dành cho các tác giả dự kiến sẽ thành công, hoặc là tiền thân của bìa mềm để dự đoán mức bán; tuy nhiên, nhiều cuốn sách học thuật thường chỉ được xuất bản trong các phiên bản bìa cứng

## Cấu trúc thông thường
Bìa cứng thường bao gồm một khối trang, hai bản bìa cứng, và một tấm vải hoặc giấy đậy nặng. Các trang được khâu lại với nhau và dán vào một bản lề linh hoạt giữa các bản giấy bìa , và nó cũng được bao phủ bởi vải. Một bọc giấy, hoặc áo khoác bụi, thường được đặt ở mặt trên, gấp trên mỗi đầu ngang của bảng.Mặt ngoài phục vụ để bảo vệ vỏ bên dưới khỏi bụi bẩn. Trên phần gấp, hoặc nắp, trên bìa trước thường là một blurb, hoặc một bản tóm tắt của cuốn sách. Nắp sau là nơi có thể tìm thấy tiểu sử của tác giả. Đánh giá thường được đặt ở mặt sau của mặt ngoài bìa cứng. Nhiều cuốn sách bìa cứng bán chạy nhất hiện đại sử dụng một lớp vải một phần, chỉ có một tấm vải phủ trên bản lề và chỉ có bản giấy bìa bao phủ phần còn lại của cuốn sách.

## Hình ảnh
Một số ứng dụng của loại giấy cứng:

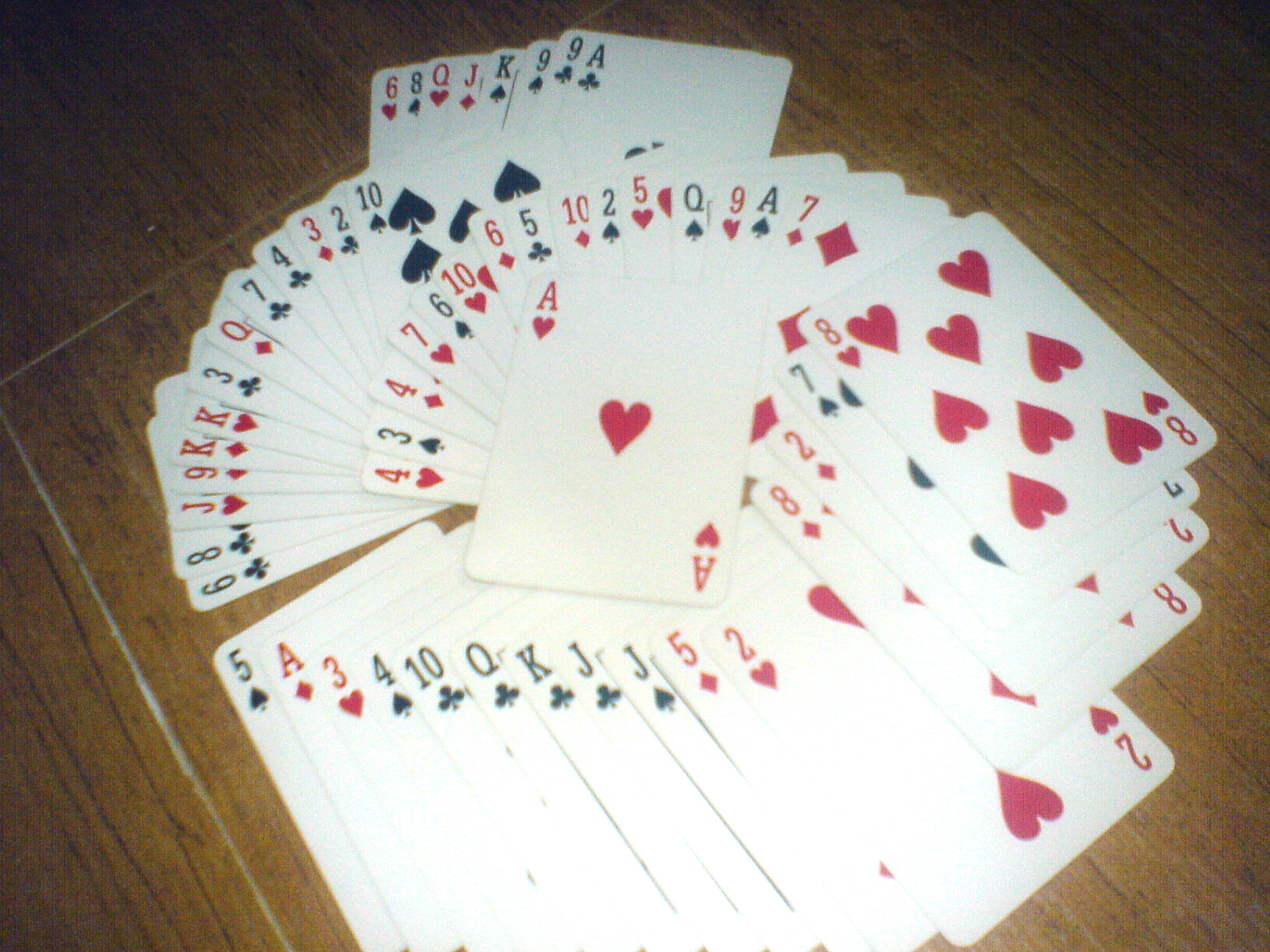
Bộ bài Tây
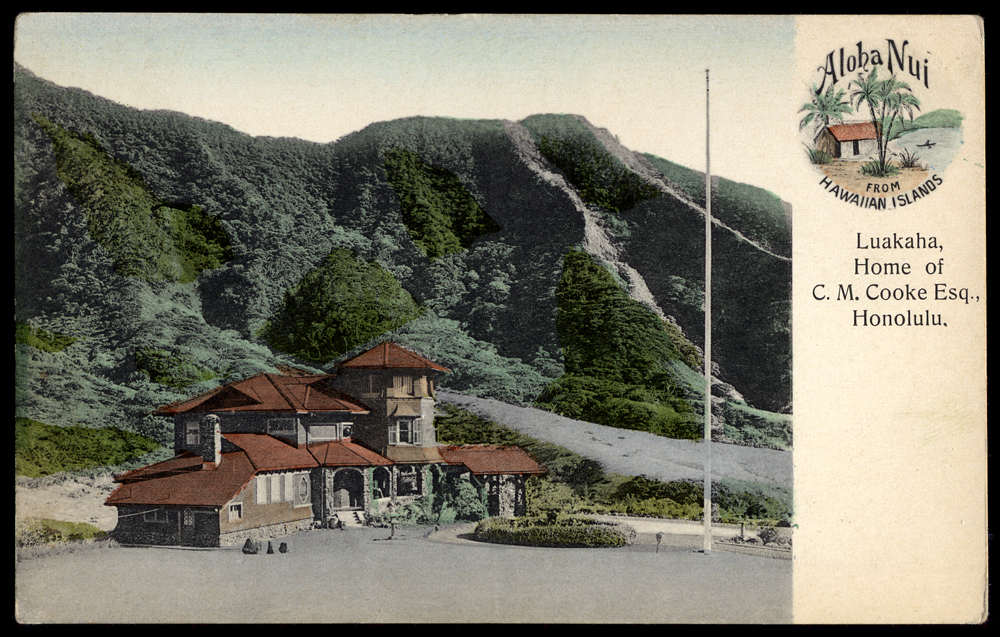
Một bưu thiếp năm 1908
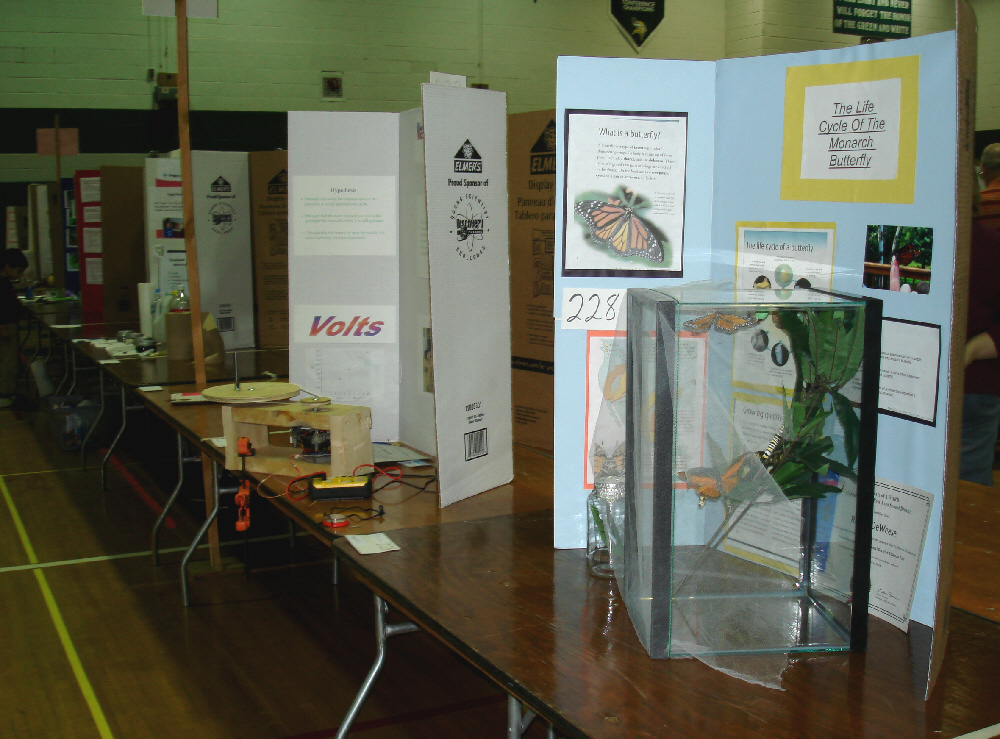
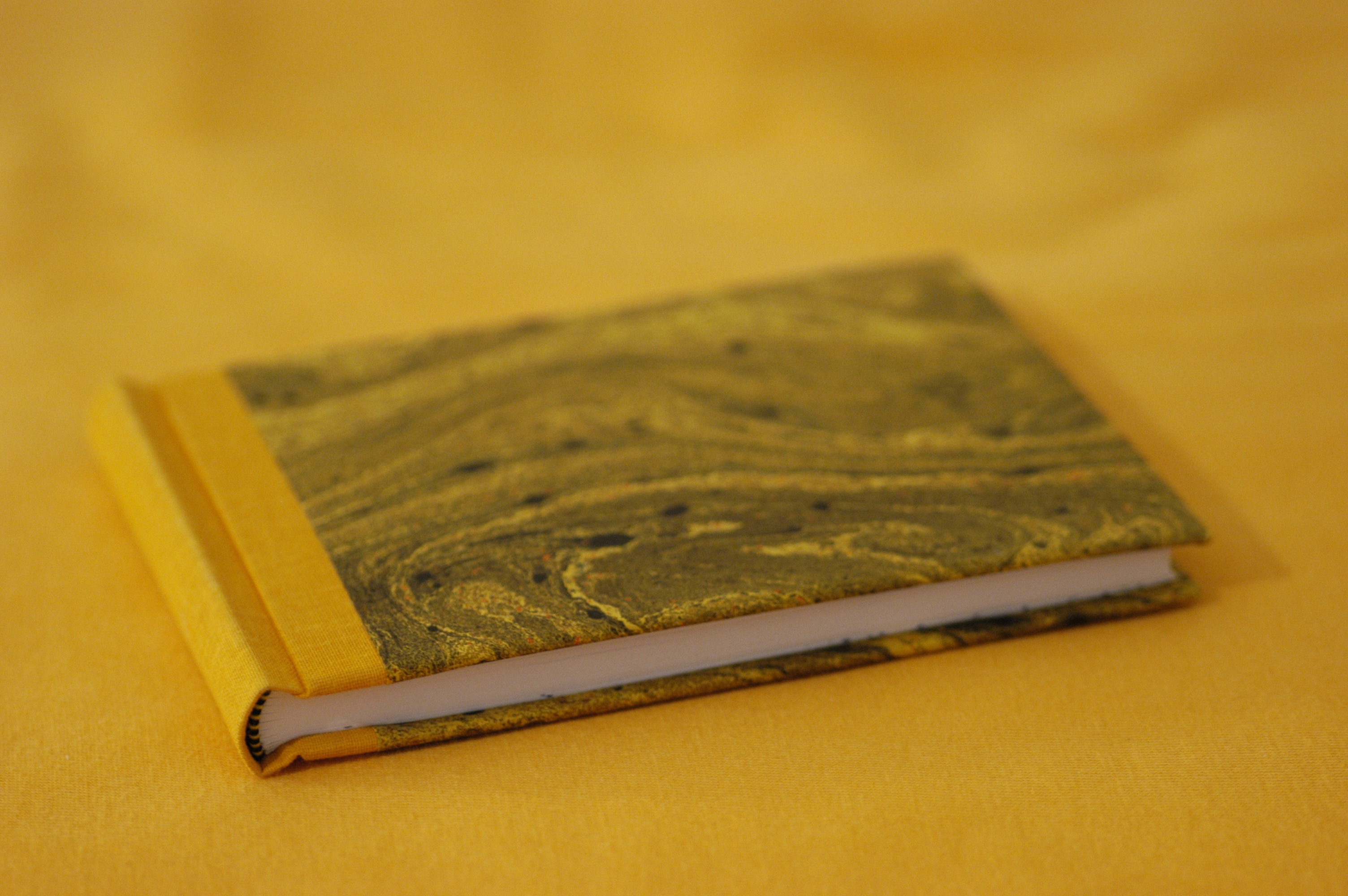
Sách bìa cứng
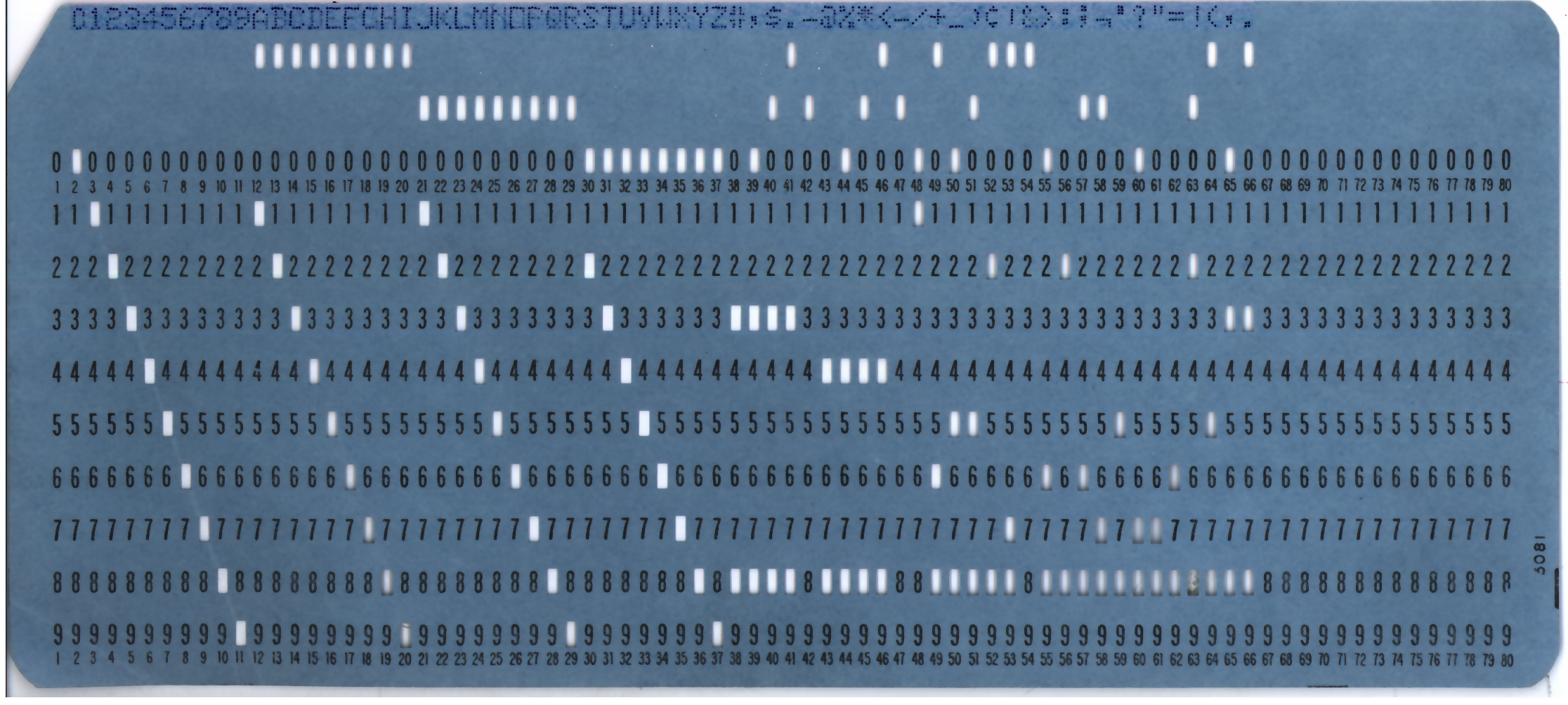
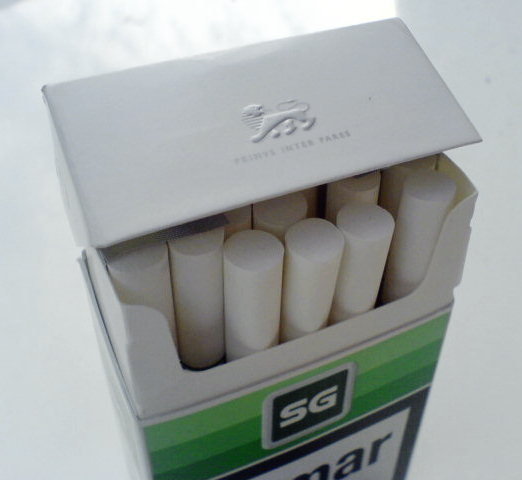
Hộp cứng của gói thuốc lá
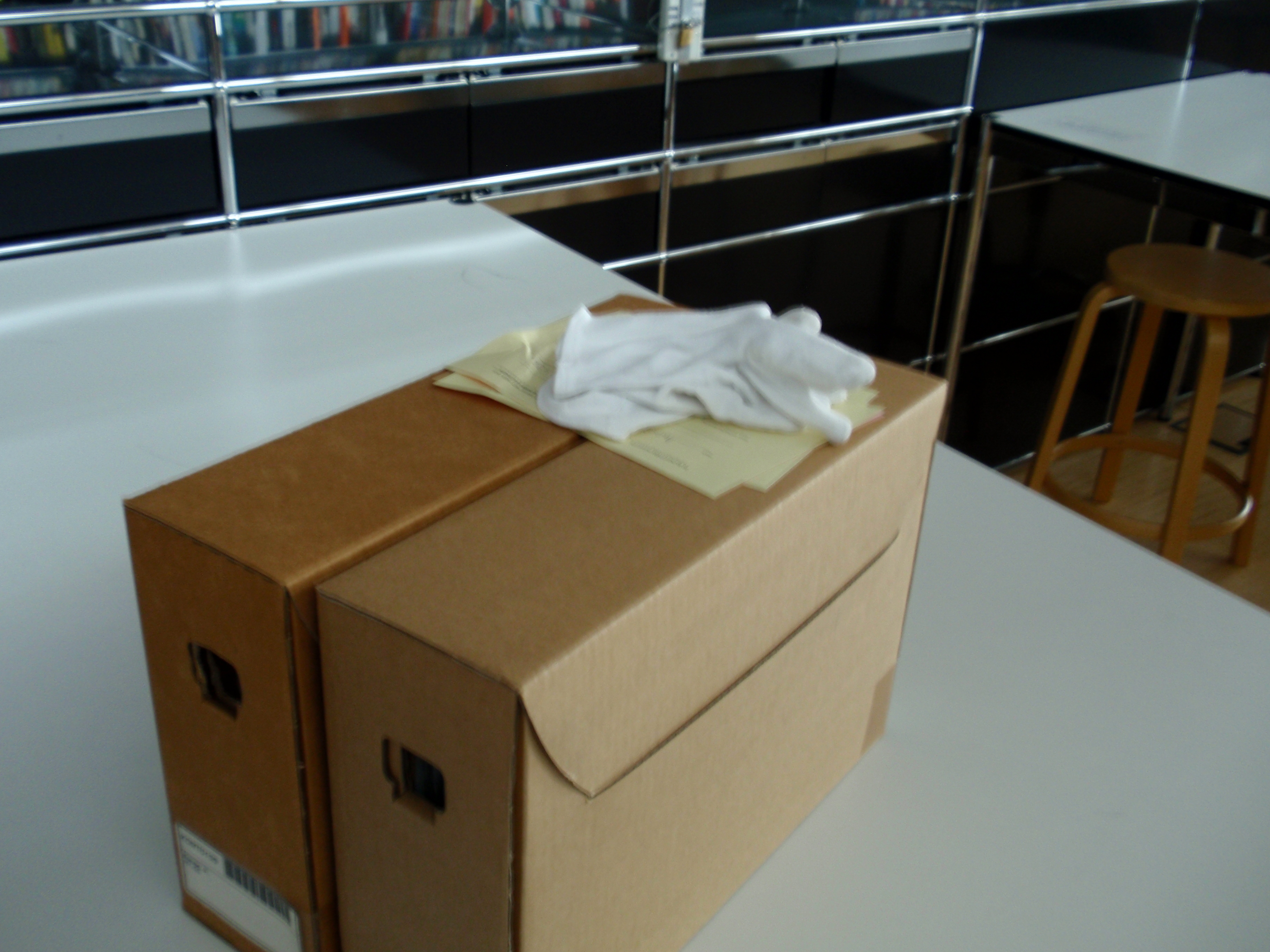
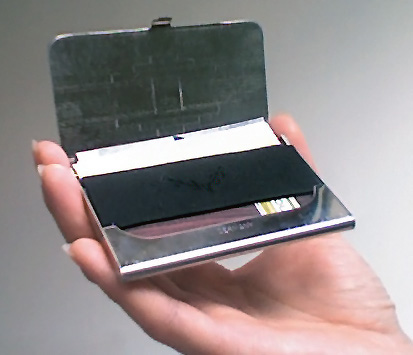
Danh thiếp
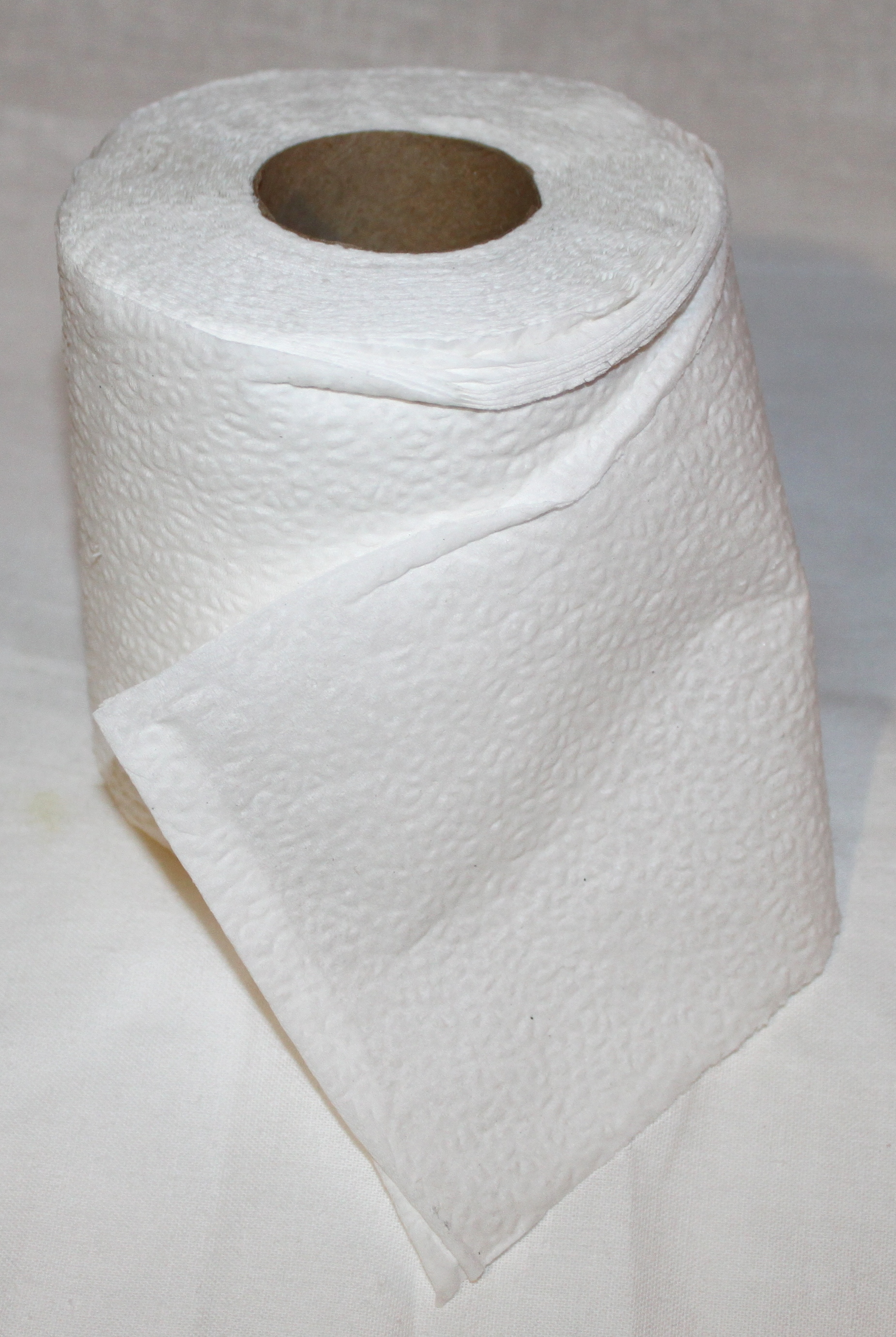
Giấy vệ sinh